# 高崎アリーナ
高崎アリーナ（たかさきアリーナ）は、群馬県高崎市にある体育館。

## 概要
高崎市は、高崎市中央体育館・高崎市武道館の老朽化と高崎市都市集客施設基本計画で、スポーツを都市集客の大きな要素としており、高崎市の観客席2000席以上の体育館はバリアフリーに対応できていなかった。また、群馬県で開催された全国・関東レベルの大会は隣の前橋市にある群馬県総合スポーツセンターなどで開催されており、人・もの・情報の交流拠点を目指す高崎市にとって、現時点でスポーツ交流の拠点性がなかった。
そのため、高崎市は全国・世界レベルの大会やプロスポーツの試合が開催できるような体育館を2012年から計画し、2014年から高崎駅南側のニップン冷食高崎工場（2012年3月操業終了）跡地に新たな体育館を建設した。

## 沿革
- 2012年11月 - 基本計画を作成。[3]
- 2014年6月26日 - 体育館工事が着工する。[4]
- 2014年8月6日 - 体育館建設に伴う上信電鉄線路横断歩道橋建設工事が着工する。[4]
- 2016年9月27日 - 第12回国際合気道大会が開催し、プレオープンする。[5]
- 2016年9月30日 - 横断歩道橋建設工事が竣工する。[4]
- 2016年12月22日 - 体育館工事が竣工する。[4]
- 2017年4月1日 - 開館。
- 2017年4月9日 - 高崎アリーナオープン記念としてサカナクションがSAKANAQUARIUM(サカナクアリウム)2017を開催する。[6]
- 2018年 - 日本建設業連合会主催の第59回BCS賞を受賞[7]。

## 施設

### メインアリーナ

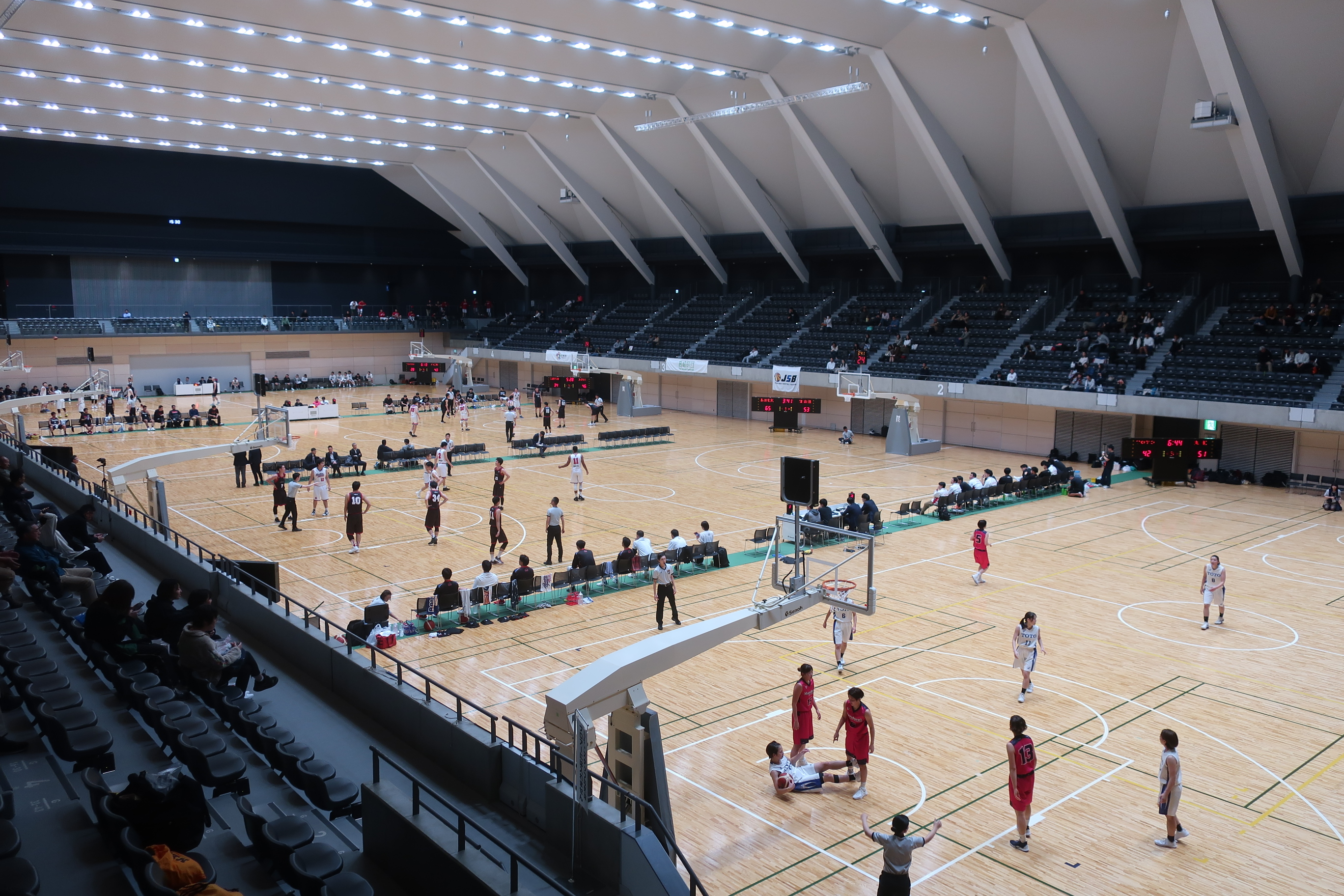
館内での試合風景

バスケットボール、バレーボールのコートが4面使用でき、全国・世界レベルの大会の実施を構想しているため、面積は3570m2である。二階部分まで吹きぬけで2階部分は観客席になっている。観客席はアリーナ4面を囲む形になっており、固定席は3021人分の座席がある。座席には列番号プレートが取り付けてありイベントにも対応できる。
器具庫は7か所分散配置で、合計800m2の大きさがある。また、大型の器具の出し入れを考慮し扉はすべて引戸、有効幅が3.2mある。
また、アリーナを4分割できる可動式間仕切りネットがある。アリーナ東側中央部に大会本部室、放送室がある。

### サブアリーナ
バスケットボール、バレーボールのコートが1面使用できる。コート面積は1031.8m2。100席ほどの移動観客席が用意されているほか小規模な大会もとして使用できる。また、メインアリーナと同一フロアにあることでウォーミングアップ会場や選手控えスペースとしても使用できるようになっている。
サブアリーナ専用の器具庫や、大会運営に使用できる控室もある。

### 柔剣道場
柔道2面、剣道2面を同時に利用できるように設計されている。道場の床は武道場専用銅製床地と床フローリングである。柔道畳512畳の広さを確保し512枚すべての畳が収納できる畳収納庫がある。
最大3分割できる可動間仕切壁があり、多目的室としても使用可能である。また、遮音壁として2枚1組でも使用可能である。

## アクセス
- JR東日本、上信電鉄高崎駅から徒歩約7分。

アプローチ広場が南主玄関につながっており、大型バス2台が停留できるスペースがある。また、ぐるりん専用停留所がある。

### 連絡ブリッジ

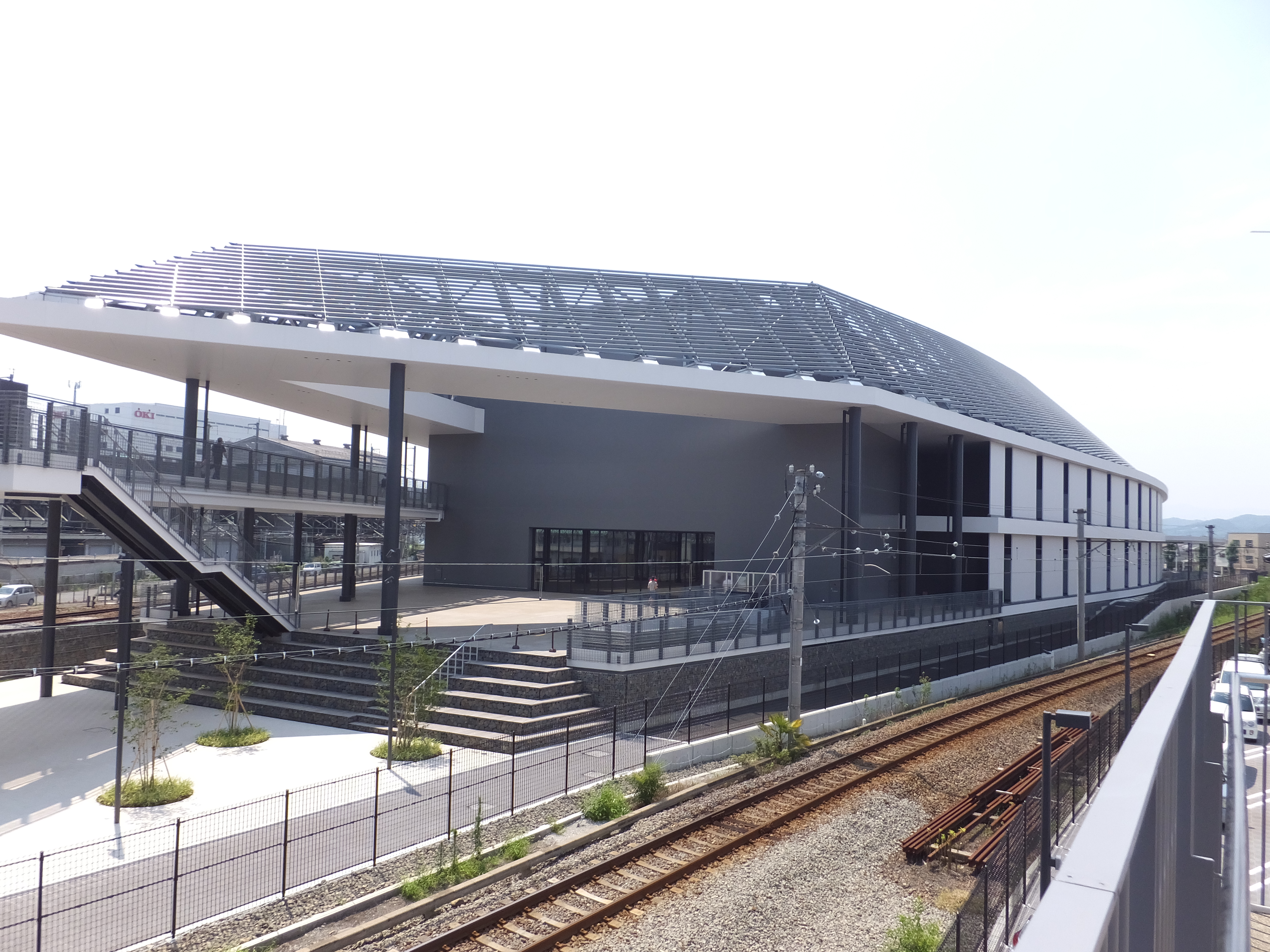
連絡ブリッジから高崎アリーナを望む。

高崎駅方面から体育館2階に直接アクセスできる空中歩廊がである。上信電鉄の線路を跨ぐように作られている。幅員が6mあり体育館からの避難路としても機能する。日常的にも下和田地区と高崎駅をつなぐ通路として開放する。

### 地下駐車場
地下に200台に対応した駐車場がある。入出庫時の渋滞を緩和するため、道路から入口ゲートまで約143m、道路から出口ゲートまで約103mの滞留長を確保している。ランウェイ方式の車両動線としている。また、歩行者通路が設置されている。